# 駅南 (横手市)
駅南（えきみなみ）は、秋田県横手市の町丁。郵便番号は013-0062。人口は555人、世帯数は263世帯（2020年10月1日現在）。現行行政地名は駅南一丁目から南三丁目までで、全域で住居表示が実施されている。旧横手市安田・駅前町の各一部に相当する。

## 地理
横手市の中央部、横手地域の中央東部に位置し、東で横山町・安田・安田原町、南と西で安田に、北で駅西と隣接する。町域の西端を国道13号（横手バイパス）が、東端を奥羽本線が並行して南北に縦貫する。
全域が都市計画区域に含まれるが、区域区分非設定区域となっている。都市計画法上の用途地域ではほぼ全域が第二種住居地域に、国道13号沿いが準工業地域に指定されている。
域内の区画は、一丁目と二丁目が「駅南地区土地区画整理事業」によって整備されたもので、1992年（平成4年）10月27日に換地処分がなされた。三丁目は「三枚橋地区土地区画整理事業」によって整備され、2022年（令和4年）9月に換地処分がなされた。

## 歴史

### 町名の変遷
以下はすべて住居表示実施に伴う変更。
| 実施後     | 実施年月日     | 実施前（各町ともその一部）         |
| ---------- | -------------- | ---------------------------------- |
| 駅南一丁目 | 不明           | 不明                               |
| 駅南二丁目 | 不明           | 不明                               |
| 駅南三丁目 | 令和2年8月24日 | 安田字樋渡 やすだ あざひわたし     |
| 駅南三丁目 | 令和2年8月24日 | 安田字繩手添 やすだ あざなわてぞい |
| 駅南三丁目 | 令和2年8月24日 | 駅前町 えきまえちょう              |

## 世帯数と人口
2020年（令和2年）10月1日現在の世帯数と人口は以下の通りである。
| 丁目       | 世帯数  | 人口  |
| ---------- | ------- | ----- |
| 駅南一丁目 | 148世帯 | 284人 |
| 駅南二丁目 | 83世帯  | 210人 |
| 駅南三丁目 | 32世帯  | 61人  |
| 計         | 263世帯 | 555人 |

### 人口・世帯数の推移
以下は国勢調査による1995年（平成7年）以降の人口の推移。2020年（令和2年）までは、駅南一丁目・二丁目のみの人口、それ以降は三丁目の人口を含んでいる。
| 年                 | 人口 |
| ------------------ | ---- |
| 1995年（平成7年）  | 241  |
| 2000年（平成12年） | 321  |
| 2005年（平成17年） | 328  |
| 2010年（平成22年） | 408  |
| 2015年（平成27年） | 447  |
| 2020年（令和2年）  | 555  |

以下は国勢調査による1995年（平成7年）以降の世帯数の推移。2020年（令和2年）までは、駅南一丁目・二丁目のみの世帯数、それ以降は三丁目の世帯数を含んでいる。
| 年                 | 世帯数 |
| ------------------ | ------ |
| 1995年（平成7年）  | 93     |
| 2000年（平成12年） | 150    |
| 2005年（平成17年） | 127    |
| 2010年（平成22年） | 176    |
| 2015年（平成27年） | 208    |
| 2020年（令和2年）  | 263    |

## 小・中学校の学区
市立小・中学校に通う場合、学区（校区）は以下の通りとなる。
| 番地 | 小学校               | 中学校               |
| ---- | -------------------- | -------------------- |
| 全域 | 横手市立横手南小学校 | 横手市立横手南中学校 |

## 交通

### 鉄道
東端を奥羽本線が通っているが、駅はない。最寄り駅は■奥羽本線、■北上線の横手駅。

### 道路
- 国道13号（横手バイパス）

## 施設
- 駅南児童公園（一丁目）[15]
- カラオケバンバン 横手店（一丁目2番29号）[16]
- イエローハット 横手店（二丁目3番51号）[17]
- 日産プリンス秋田販売 横手支店（二丁目3番55号）[18]
- コメリ ハードアンドグリーン 横手店（二丁目2番41号）[19]
- よこてシティホール（二丁目3番14号）[20]
- 羽後日産モーター 横手店（三丁目5番39号）[21]
- ガイア 横手店（三丁目5番29号）[22]

### かつて存在した施設
- 台由（うてなゆ）ボウル
ワールドゲームズ2001や、第62回国民体育大会などでボウリングの会場として使用されたことがある[23][24]。